# دایان گلانسی
دایان گلانسی (انگلیسی: Diane Glancy؛ ۱۹۴۱  – ) یک نمایش‌نامه‌نویس، و شاعر اهل ایالات متحده آمریکا بود.